# .zr
.zr為薩伊國家及地區頂級域（ccTLD）的舊域名，由於薩伊恢復國名為剛果民主共和國，現已改用.cd。.zr于2001年正式停止使用。

## 外部連結
- IANA .zr whois information
- IANA Report on Deletion of the .zr Top-Level Domain（页面存档备份，存于）

1. ↑  何弘主编. . 西安：西安出版社. 2000-07: 201–202. ISBN 7-80594-644-2.